# Авл Манлий Вульсон (консул 474 года до н. э.)
Авл Манлий Вульсон (лат. Aulus Manlius Vulso; VI—V века до н. э.) — римский политический деятель из патрицианского рода Манлиев, консул 474 года до н. э.
Авл Манлий (согласно Титу Ливию — Гай Манлий) был избран консулом совместно с Луцием Фурием Медуллином. По жребию ему достались Вейи. Вульсон осадил город и заставил его жителей подписать перемирие на 40 лет, выгодное для Рима. За эту победу он получил от сената пеший триумф. В дальнейшем оба консула сосредоточили свои силы на сопротивлении земельному закону, предложенному народными трибунами, за что по окончании их полномочий были привлечены к суду. Накануне суда обвинитель (трибун Гней Генуций) был убит, так что обвинение не было предъявлено. Существует мнение, что рассказ о гибели Гнея Генуция имеет большее отношение к эпохе Поздней Республики, чем к V веку до н. э..
Двадцатью годами позже сенатор по имени Авл Манлий вместе с двумя своими коллегами был отправлен в Афины, чтобы ознакомиться с законодательством Афин и других греческих государств (454 год до н. э.). По возвращении все послы вошли в состав коллегии децемвиров. Несмотря на отсутствие в источниках единого мнения о преномене консула Манлия, принято считать, что консул и децемвир — одно и то же лицо.